# Cnesterodon raddai
Cnesterodon raddai är en fiskart som beskrevs av Meyer och Etzel 2001. Cnesterodon raddai ingår i släktet Cnesterodon och familjen Poeciliidae. Inga underarter finns listade i Catalogue of Life.